# Park Na-yeon
Park Na-yeon (koreanisch 박나연; * 9. Januar 1998) ist eine südkoreanische Leichtathletin, die sich auf den Mittelstreckenlauf spezialisiert hat.

## Sportliche Laufbahn
Erste internationale Erfahrungen sammelte Park Na-yeon im Jahr 2017, als sie bei den Asian Indoor & Martial Arts Games in Aşgabat in 2:14,20 min den sechsten Platz im 800-Meter-Lauf belegte. 2025 belegte sie bei den Asienmeisterschaften in Gumi in 4:15,64 min den fünften Platz im 1500-Meter-Lauf und schied über 800 Meter mit 2:07,67 min in der Vorrunde aus.
2024 wurde Park südkoreanische Meisterin im 800-Meter-Lauf.

## Persönliche Bestleistungen
- 800 Meter: 2:07,67 min, 30. Mai 2025 in Gumi
- 1500 Meter: 4:15,64 min, 28. Mai 2025 in Gumi